# ضيمام (المهرة)

تعديل مصدري - تعديل

ضيمام هي إحدى قرى مديرية المسيلة التابعة لمحافظة المهرة، بلغ تعداد سكانها 61 نسمة حسب تعداد اليمن لعام 2004.